# Hisao Takahashi
Hisao Takahashi (高橋久雄, Takahashi Hisao), né le 10 juillet 1936 à Saitama (Japon) et mort le 19 février 2024, est un peintre japonais et un restaurateur d'art, spécialisé en fresques romanes.
Très attaché à la Bourgogne et au Morvan, il partage son temps entre le Japon et Autun où il réside à partir de 1997.

## Biographie
Diplômé de l'école des Beaux-arts de Musashino (Tokyo) en 1966, de l'école nationale des arts décoratifs de Paris en 1970, il étudie les fresques et icônes byzantines à l'invitation de la ville de Prilep en Macédoine (1973) et, en 1981 obtient un diplôme de la section peintures murales du Centre international d'études pour la conservation et la restauration des biens culturels (i.e. ICCROM) de Rome.
En 1982, il s'installe à son compte comme restaurateur de fresques essentiellement. Pendant près de 20 ans, il consacre principalement son temps à la restauration du patrimoine français en collaboration avec les Monuments Historiques. Ses principales réalisations sont les restaurations des fresques des Hospices de Beaune, de la cathédrale de Dijon, de la cathédrale d'Autun, mais également de lieux plus confidentiels comme l'église de Moutiers-en-Puisayedans l'Yonne.
Il arrive à Autun en 1997 où il achète la Tour des Ursulines qui devient son atelier, et qu'il restaure. En janvier 2000, il crée le CITU (Centre International de la Tour des Ursulines) association chargée de promouvoir l'amitié franco-japonaise.
En 2004, il est l'un des principaux acteurs de « l'Année du Japon » organisée à Autun. C'est par son entremise et celle de sa femme Yoko que la veuve du peintre Balthus fut présentée au maire de la ville, ce qui donna lieu au baptême du Passage Balthus (ex Passage Couvert d'Autun) en 2008, puis à une exposition Balthus en 2011 (Musée Rolin).
Le 1er juin 2010, il commence une fresque monumentale de 200 mètres carrés dans la Tour des Ursulines avec pour thème les Ducs de Bourgogne.

## Œuvres

### Quelques restaurations de fresques
- Église Saint-Vincent de Saint-Flour.
- Église de Curgy.
- Église de Villiers-Saint-Benoît.
- Église Saint-Pierre-et-Saint-Paul de Moutiers-en-Puisaye (13 ans de travaux)[5].
- Église Notre Dame de l'Assomption de Sennecey-le-Grand.
- Église Notre-Dame-de-l'Assomption de Gourdon.
- Église Saint-Pierre et Saint-Paul de Sussey.
- Cathédrale Saint-Vincent de Chalon-sur-Saône.
- Cathédrale Saint-Lazare d'Autun.
- Cathédrale Saint-Étienne de Limoges.
- Église des Dominicains de Guebwiller.

### Quelques expositions de peintures
- 1965, Galerie Saegusa, Tokyo.
- 1982, Ambassade du Japon, Paris.
- 1993, Galerie Jeanne Castel, Paris.
- 1997, UNESCO, Paris.
- 1999, Musée Rolin, Autun.
- 2001, Galerie Mitsukoshi, Osaka.

## Publication
- Hisao Takahashi: The Medieval Wall Paintings of Macedonia, Pal Édition, Tokyo, 1989.

## Distinctions
- Prix de la vingt-quatrième exposition de l'Association des Peintres Japonais Jiyubijutsu du Japon, 1960.
- Médaille de Vermeil de la ville de Paris, 1989.
- Citoyen d'honneur de la Bourgogne, 1994.
- Officier de l'Ordre des Arts et des Lettres, 1995.
- Citoyen d'honneur d'Autun, 1998.
- Chevalier de la Légion d'honneur, 2000.
- Ordre du Soleil Levant avec rayon d'or avec Rosette, 2009.